# リリ・ノヴィ
リリ・ノヴィ （Lili Novy、旧姓エリザベート・ハウメデル、1885年12月24日-1958年3月7日）は、スロベニア語とドイツ語の詩人、詩の翻訳者。

## 生涯
グラーツにて貴族の一家に生まれた。両親はドイツ人のグイド・ハウメデルとスロベニア人のルドヴィカ・アハチチである。祖父はヴァレンティン・ゼシュコ。一時フト(Huth)学園に入学するが、不適切な行動で辞めさせられた。しばらくは家庭教師によって教育を受けた。10代後半は毎年、ウィーンに住んでいた社交的な叔母ベラのところへ通った。
リュブリャナでカジナというダンスホールへよく通い、そこでエドワルド・ウィルヘルム・グスタフ・ヴィクトル・ノヴィ・ワレルズベルグ将校と出会い、1911年2月20日に結婚した。その後、ニヴェスとフィデスという娘を産んだ。 一時一家はチェコとリエカに滞在し、またリュブリャナへ戻り、旧市街のスタリ・トルグ(Stari trg)に定着した。その門の前に彼女の像がある。1920年代にスロベニアの文化と文学、特にスロベニアの近代主義文学に興味を持ち始めた。夫に執筆活動を応援された。しかし、夫が梅毒にかかったことを知り、別れた。暮らしが厳しくなったため、少しの間牛乳屋を開いた。1944年には娘のニヴェスに生まれた双子のボリスとインゴを預かった。1945年に校閲者としてDZS出版に就職した。戦後、当時の文化的な風潮に対する抗議として、DZSの社員と一緒に冗談めかして「美しい怠惰の会」LLL（リガ・レペ・レノベ）を設立した。

## 業績

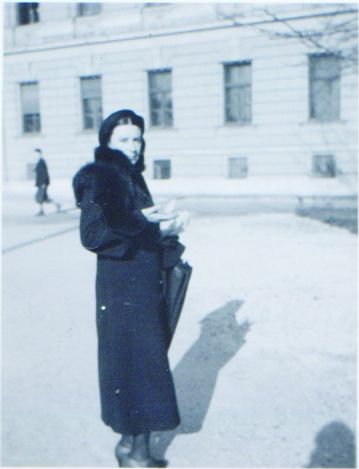
リリ・ノヴィ(1936年）

リリ・ノヴィはスロベニアの優れた詩人として知られている。六歳の時に詩の執筆を始め、最初は趣味として書いていたが、夫の応援によって詩を出版する決意をした。いくつかの詩を1912年にウェステルマンス・モナツヘフテ（Westermanns Monatshefte)という雑誌に投稿した。 オトン・ジュパンチチの作品をドイツ語に翻訳し始めた。その翻訳はプラゲル・プレッセ（Prager Presse)という新聞に印刷された。フランツェ・プレシェーレンの 「ソネットの花輪」(Sonetni venec)の全集を翻訳し、ゲーテの作品の大部分もスロベニア語に翻訳した。こうして彼女は文学の世界に足を踏み入れた。 
1925年にヨスィプ・ヴィドマルという批評家に出会い、文学的な影響を受けた。1929年にドイツ語で「Lilys Gedichte」（リリの詩）という詩集を執筆し、ヴィダ・ノヴァクという友人に渡した。ボジョ・ヴォドゥシェクという文学者に応援され、スロベニア語で詩を書き始めた。スロベニア語で書いた最初の詩を「Sodobnost」という雑誌に投稿した。
第二次世界大戦の始めに「暗い門」（Temna vrata）という一番有名な詩集を発表した。1941年からドイツ軍による占拠が始まったためドイツ語で詩を書くことを辞めた。

### 子供向け作品
孫のボリスとインゴ・パシュに刺激され、子供向けの詩を書き始めたが、詩集は死後に出版され、1968年に「ピカ・ポカ」、1973年に「この広い世界であなたたちは小さい」が出版された。